# Robert Wingfield

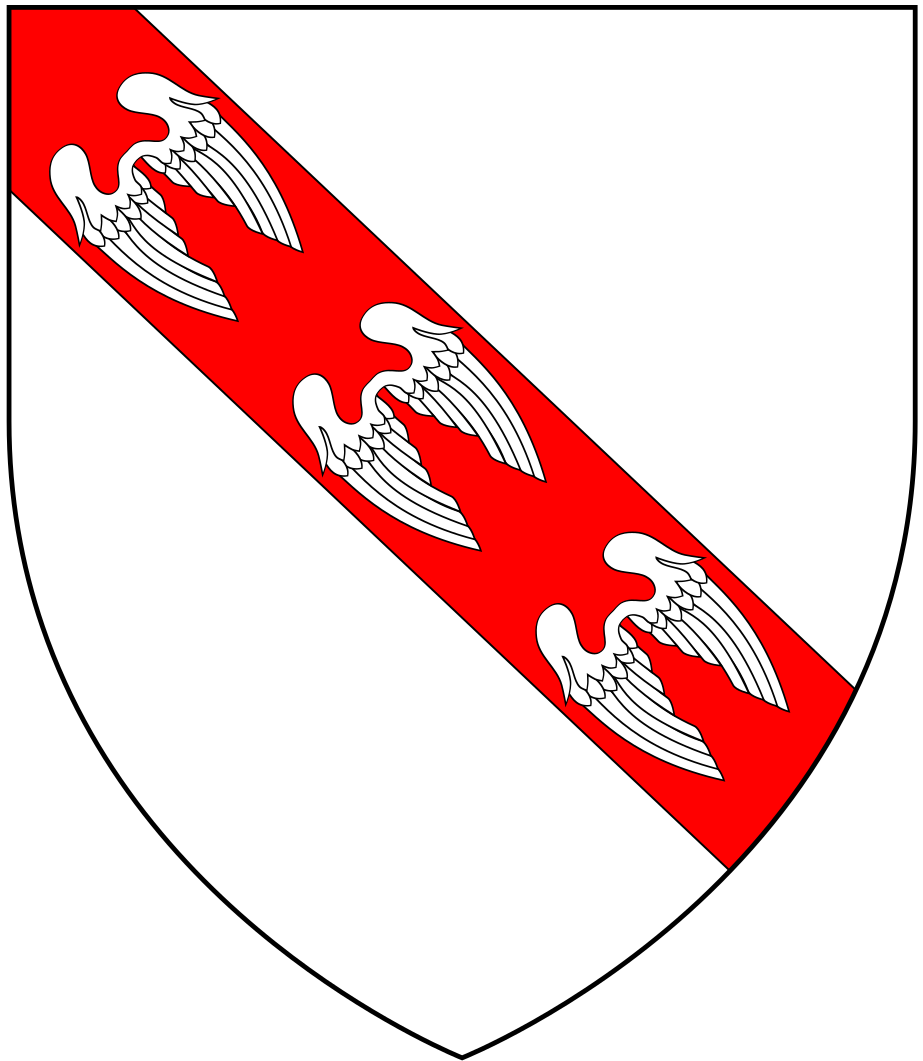
Armes parlantes de Wingfield.

Sir Robert Wingfield (mort en 1454) est un propriétaire terrien, administrateur et homme politique anglais,,.